# نگر، پاکستان
نگر (به انگلیسی: Nagar) یک منطقهٔ مسکونی در پاکستان است که در گلگت-بلتستان واقع شده‌است. نگر ۲٬۶۸۸ متر بالاتر از سطح دریا واقع شده‌است.